# Жарилгап-батир
Жарилга́п-бати́р (каз. Жарылғап батыр) — село у складі Шетського району Карагандинської області Казахстану. Адміністративний центр Акчатауського сільського округу.
Населення — 243 особи (2021; 391 у 2009, 603 у 1999, 845 у 1989).
Національний склад станом на 1989 рік:
- казахи — 100 %.

До 2006 року село називалося село Жамші.